# True Love (videojuego)
True Love ~Jun'ai Monogatari~ (TRUE LOVE ～純愛物語～?) es un videojuego bishōjo eroge japonés, desarrollado por Software House Parsley, y lanzado por CD Brothers. Fue lanzado originalmente para la NEC PC-9801 el 9 de junio de 1995, posteriormente fue portado para PC y traducido al inglés, alemán y publicado en Europa y Estados Unidos por Otaku Publishing Ltd. en enero de 1999, también hay disponible un parche para traducirlo al español. El juego es considerado por muchos fanáticos de los juegos bishōjo como un clásico.

## Jugabilidad
El género de True Love es considerada como una mezcla de un simulador de citas y de novela visual. El jugador controla a un estudiante universitario llamado Daisuke en busca de su verdadero amor. El objetivo del juego es ganar los corazones de las chicas antes de que el verano termine. Todos los días, cuando el personaje principal se despierta, el jugador puede planificar el horario de mañana, tarde y noche. Las opciones (tales como placer, el deporte, estudio, etc) determinan qué acontecimientos se producen durante el día (si hay), y también aumentar las habilidades del personaje en la categoría seleccionada. Las chicas diferentes en el juego (hay diez de ellas) tienen diferentes intereses, objetivos y preferencias. Si las habilidades del personaje en la categorías en las que está la chica está interesada son lo suficientemente altos, tiene una oportunidad de convertirse en su novio y el jugador es recompensado con imágenes explícitas de la chica.

## Personajes
Mikae Morikawa
Amiga de la infancia del personaje principal, de 18 años. Ella es la más fácil de las personajes de conseguir, sin necesidades reales necesarias. Su cumpleaños es el 28 de septiembre.
Himekawa Remi
La más inteligente, de 18 años. Le gusta estudiar y pasa gran parte de su tiempo en la biblioteca de la escuela. En una de las rutas del juego, ella es secuestrada (y rescatada por el personaje principal). Su padre es un hombre rico a cargo de una gran empresa que también es dueño del trabajo a tiempo parcial del personaje principal donde puede trabajar. Para obtenerla hay que tener un alto puntaje en estudio.
Miyuki Tanaka
El arte es su pasatiempo, y es anémica. Edad 18. Para obtenerla, tienes que tener alto puntaje en Arte.
Kamijo Mayumi
Una compañera de clase que ronda alrededor del distrito del hotel del amor. 18 años de edad. Para obtenerla hay que tener alto puntaje en la atracción física.
Fujimoto Chiemi
Ella es capitana del equipo de natación de mujeres y tiene un temor de las orugas. Edad 18 años. Para obtenerla mano hay que tener una puntuación alta en fuerza.
Misako Sayama
Una hermosa mujer que la protagonista encuentra en la ciudad (por lo general de noche). Más tarde se convierte en la enfermera temporal de la escuela. Su edad es 24 y para llegar a ella se necesita una alta puntuación en la atracción física.
Ryoko Shimazaki
Ella se une a la escuela en el 2º cuatrimestre y es de 18 años.
Arisa Miyoshi
Una muchacha de pelo rosa que se ve más joven que ella. El protagonista se la encuentra por primera vez en el carnaval de la natación. Ella es la hermana del mejor amigo del personaje principal, Kuzuhiko. Su edad es de 14.
Matsumiya Yumi
Ella es maestra de la protagonista y se rumorea que está comprometida con otro profesor. La edad es 25 años. Para obtenerla hay que salvar a Mayumi de Mikisaki y tener una alta puntuación en estudio.
Anze
Una misteriosa chica (que puede transformarse en un gato), para obtenerla hay que tener un alto puntaje en pasión. También tienes que haber comprado "las alas de un ángel", que es un elemento que sólo aparece en julio. Técnicamente, uno de los personajes más difíciles de conseguir. La edad es 18 años.

## Personajes secundarios
Kazuhiko (chico)
El mejor amigo del jugador y hermano de Arisa. Se revela al final del juego que él se siente atraído por el personaje del juego, y ofrece la única solución no heterosexual en el juego.
Mikisuki (chico)
Un maestro en la escuela del personaje. Intenta violar a Mayumi en una cierta parte del juego, pero es salvado por el personaje y Yumi.
Akane (chica)
Una chica que aparece brevemente afuera del hotel conversando con Daisuke, este personaje es protagonista de otra novela visual llamada Venus.